# 핑크니 벤턴 스튜어트 핀치백
핑크니 벤턴 스튜어트 핀치백(Pinckney Benton Stewart Pinchback, 1837년 5월 10일 ~ 1921년 12월 21일)는 미국의 공화당 정치인으로 1872년 12월 9일부터 35일간 루이지애나주 지사를 지냈다.

## 어린 시절
조지아주 메이컨에서 성공적인 버지니아주 경작인 윌리엄 핀치백과 그의 전 노예이자 물라토 여성 일라이자 스튜어트에게 태어난 핀치백은 가족이 버지니아주에서 미시시피주 홈스군에 있는 자신들의 새로운 집으로 이사한 동안에 태어났다. 미시시피주에서 어린 핀치백은 큰 경작지에 안락한 환경에 자라왔다. 9세의 나이에 그와 그의 형 너폴리언은 신시내티의 길모어 학교에서 정규 교육을 받는 데 부모에 의하여 오하이오주로 보내졌다. 하지만 자신의 부친이 심각하게 병이 들었기 때문에 1848년 자신이 미시시피주로 돌아왔을 때 핀치백의 교육은 짧게 깎였다. 돌아온지 짧은 후에 부친이 사망했을 때 그의 모친은 미시시피주에서 다시 노예로 만들어지는 것에 관한 위협으로 자식들과 함께 신시내티로 달아났다. 그 짧은 후에 너폴리언이 정신적으로 병이 들어 12세의 핑크니를 그의 모친과 4명의 형제·자매들을 위한 단독 부양자로 놓았다.
핀치백은 운하 보트에 캐빈 보이로서 직업을 찾아 오하이오강, 미시시피강과 레드강을 달린 강배들에 접대원이 되는 데 자신의 길을 갔다. 그는 강배들을 경영한 전문 도박사들의 당파 아래 끌려가 곧 숙련된 사깃꾼이 되었다. 이 세월들 동안 그는 자신의 모친과 형제·자매들을 부양하는 도움을 주는 데 최대한 많은 돈을 신시내티로 보냈다.

## 군사 복무
1860년 23세의 나이로 핀치백은 테네시주 멤피스에서 온 16세의 소녀 니나 호손에게 결혼하여 4명의 자녀를 두었다. 이어진 해 남북 전쟁이 시작되었을 때 핀치백은 자신이 북군을 위하여 싸우는 데 흑인 지원병의 중대를 키운 북군 점령의 루이지애나주 뉴올리언스에 도달하는 데 미시시피강에 남군의 봉쇄를 실행하였다. 1863년 다수에 진급을 위하여 통과된 후, 핀치백은 복무로부터 사임하였다. 종전에 그는 자신들의 새로운 자유를 시험하는 데 자신의 가족을 앨라배마주로 이주시켰다. 앨라배마주에서 끔찍한 편견에 직면한 후, 핀치백은 자신의 가족을 뉴올리언스로 이주시켰다.

## 정치 경력
뉴올리언스에 정착에 핀치백은 포스 워드 공화당 클럽을 결성하여 1868년 루이지애나주를 위한 새로운 헌법을 설립한 대표단의 일원이었다. 그해 후순에 그는 루이지애나 주립 상원에 선출되었고, 즉시 창립의 임시 회장이 되었다. 1871년 루이지애나주의 부지사 오스카 던이 폐렴으로 사망하자 핀치백은 그를 계승하는 데 주립 상원에 의하여 선택되었다. 그는 헨리 C. 워모스 주지사에 탄핵 절차들이 시작되었을 때 1872년 겨울까지 부지사를 지냈다. 그해 12월 9일부터 1873년 1월 13일까지 핀치백은 루이지애나주의 주지사 대행을 지내 아무 주의 지사를 지내는 데 그를 첫 아프리카계 미국인으로 만들었다.
주지사의 직무로 승진하기 전에 핀치백은 1872년 동시에 미국 상원과 의회에서 의석 둘다를 위하여 출마하였다. 그는 둘다의 경쟁을 이겼으나 그의 상대가 선거에서 경쟁하여 직위가 수여되었을 때 자신의 의회 자리를 차지하지 못하게 되었다. 핀치백은 선거 사기의 혐의 결과는 물런 자신의 의석이 부인되었다.

## 이후의 생애
1887년 50세의 나이에 핀치백은 새로운 경력에 착수하기로 결정하였고, 뉴올리언스의 스트레이트 칼리지에 있는 법학 대학원에 들어가 1889년에 졸업하였다. 그는 1890년대에 자신의 가족을 뉴욕으로 이주시켰고, 워싱턴 D. C.로 다시 배치되기 전에 1892년부터 1895년까지 뉴욕에서 미국 연방보안관을 지냈다. 핀치백은 1921년 12월 21일 자신의 사망까지 워싱턴 D. C.에서 정치에 활동적으로 남아있었다.

## 같이 보기
- 데이비드 패터슨
- 더발 패트릭
- 더글러스 와일더

## 역대 선거 결과
| 선거명      | 직책명            | 대수 | 정당   | 득표율 | 득표수   | 결과 | 당락                   |
| ----------- | ----------------- | ---- | ------ | ------ | -------- | ---- | ---------------------- |
| 1868년 선거 | 루이지애나 부지사 | 12대 | 공화당 | 62.51% | 64,941표 | 1위  | 루이지애나 부지사 당선 |